# Lilla Anesjön
Lilla Anesjön är en sjö i Vilhelmina kommun i Lappland och ingår i Ångermanälvens huvudavrinningsområde.